# Karabin maszynowy Typ 89
Karabin maszynowy Typ 89 – nazwa dwóch różnych japońskich karabinów maszynowych kalibru 7,7 mm używanych przez Cesarską Armię Japońską jako lotnicze karabiny maszynowe w okresie międzywojennym i w czasie II wojny światowej. Jeden z karabinów był bliską kopią brytyjskiego Vickersa, a drugi był zmodyfikowanym ręcznym karabinem maszynowym Typ 11. Obydwa karabiny, pomimo że były to zupełnie inne konstrukcje, nosiły to samo oznaczenie.

## Nazwa
Do 1940 karabiny maszynowe do kalibru 11 mm używane przez Cesarską Armię Japońską nazywane były kikan juu (dosłownie - „karabin maszynowy”), dalsze oznaczenie, w tym przypadku „Typ 89” oznaczało według kalendarza japońskiego rok wprowadzenia do służby 2589 (1929/30 według kalendarza gregoriańskiego). W 1940 wprowadzono nowy system oznaczeń, karabiny maszynowe do kalibru 11 mm otrzymały oznaczenie te będące skrótem od kana teppou (dosłownie „karabin”) oraz shikki – numer kolejny, typ.

## Karabin Vickersa
Pierwszy z karabinów Typ 89 był produkowaną na licencji w Japonii wersją karabinu maszynowego Vickers, ale na Nabój 7,7 × 58 mm Arisaka - ulepszona wersja oryginalnego .303 British (7,7 × 56 mm R). Karabin był bardzo prosty w synchronizacji ze śmigłem i często montowany był w dziobie samolotu strzelając przez śmigła, ale montowany był także w skrzydłach.
W latach 1938–1940 karabin został zmodernizowany, w tej wersji otrzymał oznaczenie „Typ 89 KAI” („KAI” pochodzi od japońskiego słowa kaizō oznaczającego „zmianę”, „modyfikację”).
W 1939 do użycia wprowadzono także karabin maszynowy, który otrzymał oznaczenie Te-1, był to oryginalny karabin Typ 89, ale używany na stanowiskach strzeleckich jako ruchomy karabin maszynowy. W tej wersji używany był jako ogonowy, zdalnie sterowany karabin maszynowy w bombowcu Mitsubishi Ki-21.
We wszystkich wersjach ten model karabinu zasilany był amunicją z rozsypnej taśmy, prędkość początkowa pocisku wynosiła 820 m/s, a szybkostrzelność około 900 strzałów na minutę.

## Karabin 7,7 mm „ruchomy”

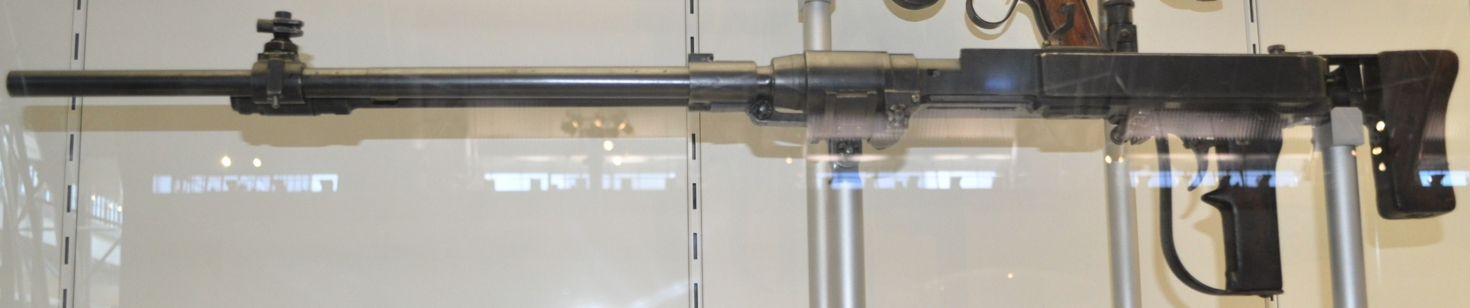
Karabin maszynowy Typ 89 bez magazynka

Pierwszy karabin maszynowy Typ 89 wszedł do służby w 1930. Był to niewiele zmodyfikowany ręczny karabin maszynowy zw. 11 strzelający amunicją 7,7 × 58 mm Arisaka zamiast oryginalnej 6,5 × 50 mm SR. Karabin zasilany był pięcionabojowymi łódkami znajdującymi się w magazynku talerzowym, puste łuski wyrzucane były poza samolot.
W tej wersji karabin ważył około dziewięciu kilogramów, szybkostrzelność teoretyczna wynosiła do 750 strzałów na minutę, a jego zasięg skuteczny wynosił do 600 metrów.

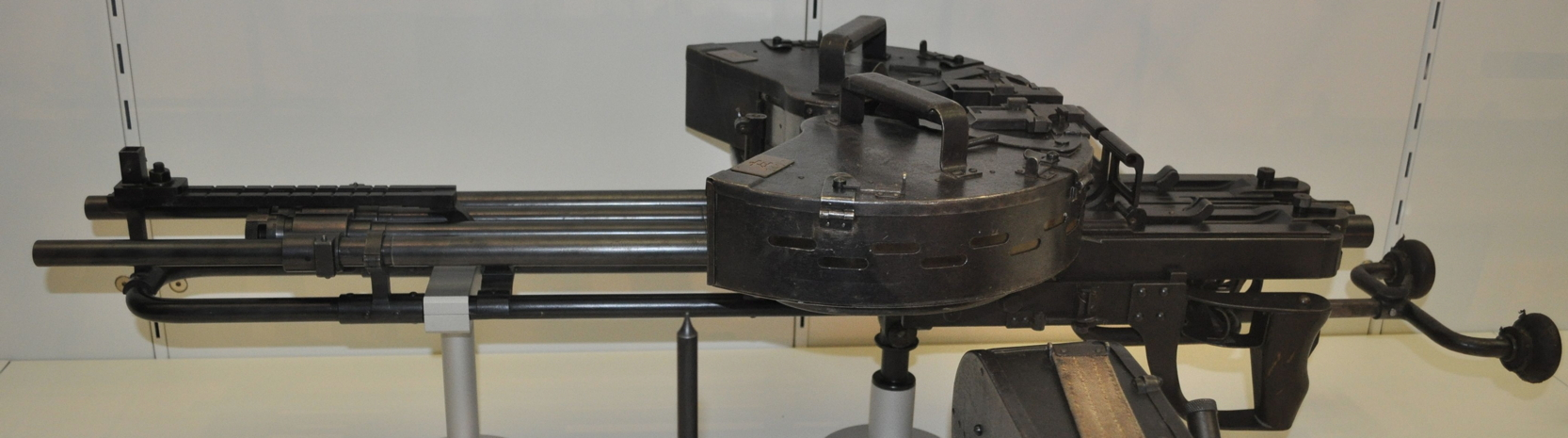
Karabin maszynowy Typ 89 „specjalny”

W przypadku dziobowego stanowiska strzeleckiego w wielosilnikowych samolotach wyrzucane za samolot łuski stanowiły zagrożenie dla silników i około 1934 zaprojektowano „ruchomy karabin maszynowy Typ 89 (specjalny)” (w literaturze angielskojęzycznej określany jako special, dosłownie – „specjalny”, „do celów specjalnych”). W tej wersji na karabin składały się dwa obrócone na bok, połączone ze sobą karabiny maszynowe będące lustrzanym odbiciem (lewy i prawy), a puste łuski były zatrzymywane wewnątrz łukowych magazynków.
Pierwsza wersja karabinu używana była w latach 1930–1937, druga począwszy od 1934 do końca wojny.
Prędkość początkowa pocisku wynosiła 810 m/s, szybkostrzelność podwójnego karabinu wynosiła około 1400 strzałów na minutę.
W wersji podwójnej karabin charakteryzował się skomplikowaną i ciężką konstrukcją (ważył około 28 kg), ale uważano, że było to rekompensowane jego dużą szybkostrzelnością.